# Nuoto ai Giochi della X Olimpiade
Le gare di nuoto ai Giochi della X Olimpiade vennero disputate dal 6 al 13 agosto 1932 al Los Angeles Swimming Stadium. Come l'edizione precedente di disputarono 6 gare maschili e 5 gare femminili.

## Podi

### Uomini
| Evento                              | Oro                                                                      | Perform. | Argento                                                              | Perform. | Bronzo                                                             | Perform. |
| Stile libero                        |                                                                          |          |                                                                      |          |                                                                    |          |
| 100 metri (dettagli)                | Yasuji Miyazaki                                                          | 58"2     | Tatsugo Kawaishi                                                     | 58"6     | Albert Schwartz                                                    | 58"8     |
| 400 metri (dettagli)                | Buster Crabbe                                                            | 4'48"4   | Jean Taris                                                           | 4'48"5   | Tsutomu Ōyokota                                                    | 4'52"3   |
| 1500 metri (dettagli)               | Kusuo Kitamura                                                           | 19'12"4  | Shōzō Makino                                                         | 19'14"1  | James Cristy                                                       | 19'39"5  |
| Dorso                               |                                                                          |          |                                                                      |          |                                                                    |          |
| 100 metri (dettagli)                | Masaji Kiyokawa                                                          | 1'08"6   | Toshio Irie                                                          | 1'09"8   | Kentarō Kawatsu                                                    | 1'10"0   |
| Rana                                |                                                                          |          |                                                                      |          |                                                                    |          |
| 200 metri (dettagli)                | Yoshiyuki Tsuruta                                                        | 2'45"4   | Reizō Koike                                                          | 2'46"6   | Teófilo Yldefonso                                                  | 2'47"1   |
| Staffette                           |                                                                          |          |                                                                      |          |                                                                    |          |
| 4x200 metri stile libero (dettagli) | Giappone Yasuji Miyazaki Masanori Yusa Takashi Yokoyama Hisakichi Toyoda | 8'58"4   | Stati Uniti Frank Booth George Fissler Maiola Kalili Manuella Kalili | 9'10"5   | Ungheria András Wanié László Szabados András Székely István Bárány | 9'31"4   |

### Donne
| Evento                              | Oro                                                                    | Perform. | Argento                                                             | Perform. | Bronzo                                                             | Perform. |
| Stile libero                        |                                                                        |          |                                                                     |          |                                                                    |          |
| 100 metri (dettagli)                | Helene Madison                                                         | 1'06"8   | Willy den Ouden                                                     | 1'07"8   | Eleanor Garatti                                                    | 1'08"2   |
| 400 metri (dettagli)                | Helene Madison                                                         | 5'28"5   | Lenore Kight-Wingard                                                | 5'28"6   | Jenny Maakal                                                       | 5'47"3   |
| Dorso                               |                                                                        |          |                                                                     |          |                                                                    |          |
| 100 metri (dettagli)                | Eleanor Holm                                                           | 1'19"4   | Bonnie Mealing                                                      | 1'21"3   | Valerie Davies                                                     | 1'22"5   |
| Rana                                |                                                                        |          |                                                                     |          |                                                                    |          |
| 200 metri (dettagli)                | Clare Dennis                                                           | 3'06"3   | Hideko Maehata                                                      | 3'06"4   | Else Jacobsen                                                      | 3'07"1   |
| Staffette                           |                                                                        |          |                                                                     |          |                                                                    |          |
| 4x100 metri stile libero (dettagli) | Stati Uniti Josephine McKim Helen Johns Eleanor Garatti Helene Madison | 4'38"0   | Paesi Bassi Rie Vierdag Puck Oversloot Corrie Laddé Willy den Ouden | 4'47"5   | Gran Bretagna Valerie Davies Helen Varcoe Joyce Cooper Edna Hughes | 4'52"4   |

## Medagliere
| Posizione | Paese         |    |    |    | Totale |
| --------- | ------------- | -- | -- | -- | ------ |
| 1         | Giappone      | 5  | 5  | 2  | 12     |
| 2         | Stati Uniti   | 5  | 2  | 3  | 10     |
| 3         | Australia     | 1  | 1  | 0  | 2      |
| 4         | Paesi Bassi   | 0  | 2  | 0  | 2      |
| 5         | Francia       | 0  | 1  | 0  | 1      |
| 6         | Gran Bretagna | 0  | 0  | 2  | 2      |
| 7         | Danimarca     | 0  | 0  | 1  | 1      |
| 7         | Ungheria      | 0  | 0  | 1  | 1      |
| 7         | Filippine     | 0  | 0  | 1  | 1      |
| 7         | Sudafrica     | 0  | 0  | 1  | 1      |
| Totale    | Totale        | 11 | 11 | 11 | 33     |